# Föreningen för kvinnans politiska rösträtt i Valdemarsvik
Föreningen för kvinnans politiska rösträtt i Valdemarsvik, även kallad Valdemarsvikföreningen för kvinnans politiska rösträtt, var Valdemarsviks lokalförening inom Landsföreningen för kvinnans politiska rösträtt (LKPR). Föreningen bildades 1913 och var verksam lokalt i Valdemarsvik för införandet av kvinnors rösträtt i Sverige.
Bland aktiviteterna fanns föredrag, samkväm, insamling av medel och förhandlingar om samarbete med andra organisationer. 

## Historik
Föreningen för kvinnans politiska rösträtt i Valdemarsvik bildades var tidigare en filial under Föreningen för kvinnans politiska rösträtt i Söderköping. Den blev på Anna Kinnanders initiativ en självständig föreningen 6 april 1913 efter ett föredrag av Märtha Hellström. Vid ett samkväm den 7 maj 19114 uppfördes Frigga Carlbergs dialog "Samma don", samt hölls ett föredrag av Märtha Hellström. Under 1915 hölls en av Bergman-Österbergska samhällskurserna av Emma Aulin.

## Ordförande
- 1913–1916: Anna Kinnander
- 1916–1917: Maria Fogelqvist
- 1917–1918: Frida Berglund
- 1918–1920: Astrid Eriksson